# Рік Дженест
Рік Дженест (англ. Rick Genest; нар. 7 серпня 1985 року, Шатоге, Квебек, Канада — пом. 1 серпня 2018, Монреаль, Квебек, Канада)  — модель та актор з Канади, народився в Монреалі, відомий за прізвиськом Хлопець-Зомбі (англ. Zombie Boy) через татуювання всього тіла у вигляді скелета людини.

## Період до здобуття популярності
Рік виріс у передмісті Монреаля. В дитинстві у нього діагностували пухлину мозку, яку видалили, коли Рікові виповнилося 15 років. Він не сподівався, що житиме й уже готувався померти.
Перше татуювання Рік зробив у 16 років. Захоплення мистецтвом татуювання поглинуло Ріка, він почав витрачати тисячі доларів, щоб прикрасити своє тіло. Ідея зробити з себе зомбі виникла через любов до фільмів жахів.

## Кар'єра
Світлини зі своїми татуюваннями Рік виклав 5 березня 2010 року в соціальній мережі Facebook. Його сторінку переглянули сотні тисяч користувачів зі всього світу. Через деякий час хлопця помітив модний директор Нікола Формічетті, що співпрацює із світовими зірками (серед яких Леді Ґаґа).
Незабаром, 19 січня 2011 року, Дженест взяв участь у рекламі костюмів нової чоловічої колекції Осінь-Зима від модного дому MUGLER, яким опікується Формічетті. Після цього Нікола попросив Леді Гагу, щоб вона взяла хлопця із собою на показ чоловічого одягу. Показ супроводжувало відео Маріано Віванко, де було зображено Ріка.
А вже 27 лютого 2011 року Рік знявся у кліпі Леді Ґаґи на пісню «Born This Way». У відео співачка мала на обличчі грим, що повторював татуювання Ріка.
У кінці 2011 року Дженест став частиною рекламної кампанії лінії косметичних засобів «Dermablend», що маскуюють недоліки шкіри. Рекламний ролик показує дієвість засобу на практиці: Ріку Дженесту «стерли» всі татуювання. У відео можна побачити Ріка без малюнків на шкірі.

## Смерть
1 серпня 2018 року, за шість днів до 33-річчя, Дженест був знайдений мертвим. Смерть наступила внаслідок падіння з балкону його власної квартири в Плато-Мон-Рояль, що в Монреалі. Поліція невдовзі заявила про факт самогубства. Але у жовтні 2019 коронер Меліса Гагнон постановила, що смерть Ріка Дженеста була випадковою. Її слідство виявило, що Дженест загинув внаслідок травми голови завданної падінням на тротуар, крім того в його крові було виявлено високий рівень алкоголю зі слідами канабісу, без жодних «однозначних» доказів вчинення самогубства. Родичі були впевнені у випадковості загибелі зірки. Він не залишив ніяких посмертних листів, був нещодавно заручений та, за всіма відомостями, його кар'єра набирала обертів.